# Saundersiops simillimus
Saundersiops simillimus là một loài ruồi trong họ Tachinidae.